# Myrmécophilie

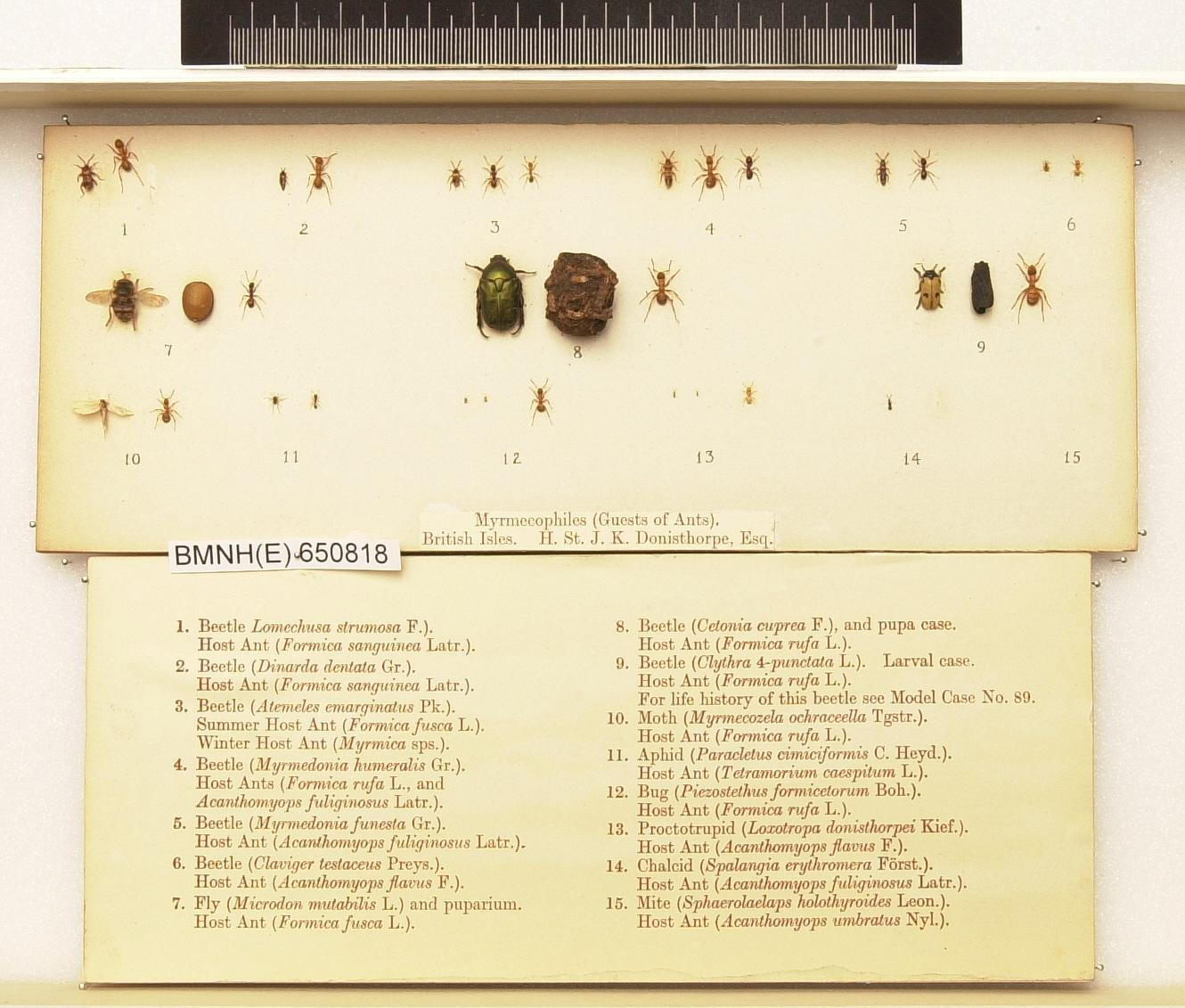
Quelques insectes myrmécophiles des îles britanniques

La myrmécophilie (du grec ancien : μύρμηξ / múrmēx, « fourmi » ; φῐλεῖν / phileîn, « aimer ») définit l'aptitude d'animaux ou de végétaux à vivre en association symbiotique externe avec les fourmis.
L'adjectif myrmécophile s'applique principalement aux insectes qui vivent au sein de la fourmilière, parmi les fourmis. Ils peuvent avoir des rôles différents au sein de la colonie. Plusieurs espèces myrmécophiles consomment les déchets tels que les fourmis et les larves mortes ou les champignons qui poussent dans la fourmilière. D'autres se nourrissent parfois des réserves de nourriture des fourmis ainsi que de leurs œufs et de leurs larves. Enfin, certaines leur fournissent des sources de nourriture.
Les plantes myrmécophiles sont appelées des myrmécophytes.
La myrmécophilie ne doit pas être confondue avec la myrmécochorie, qui est le fait pour une plante de favoriser le transport de ses graines par le biais des fourmis.
Par usage, un passionné de fourmis peut également être appelé un myrmécophile.

## Arthropodes myrmécophiles

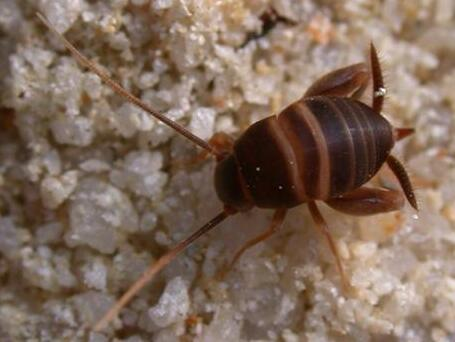
Un exemple d'orthoptère myrmécophile, Myrmecophila acervorum.

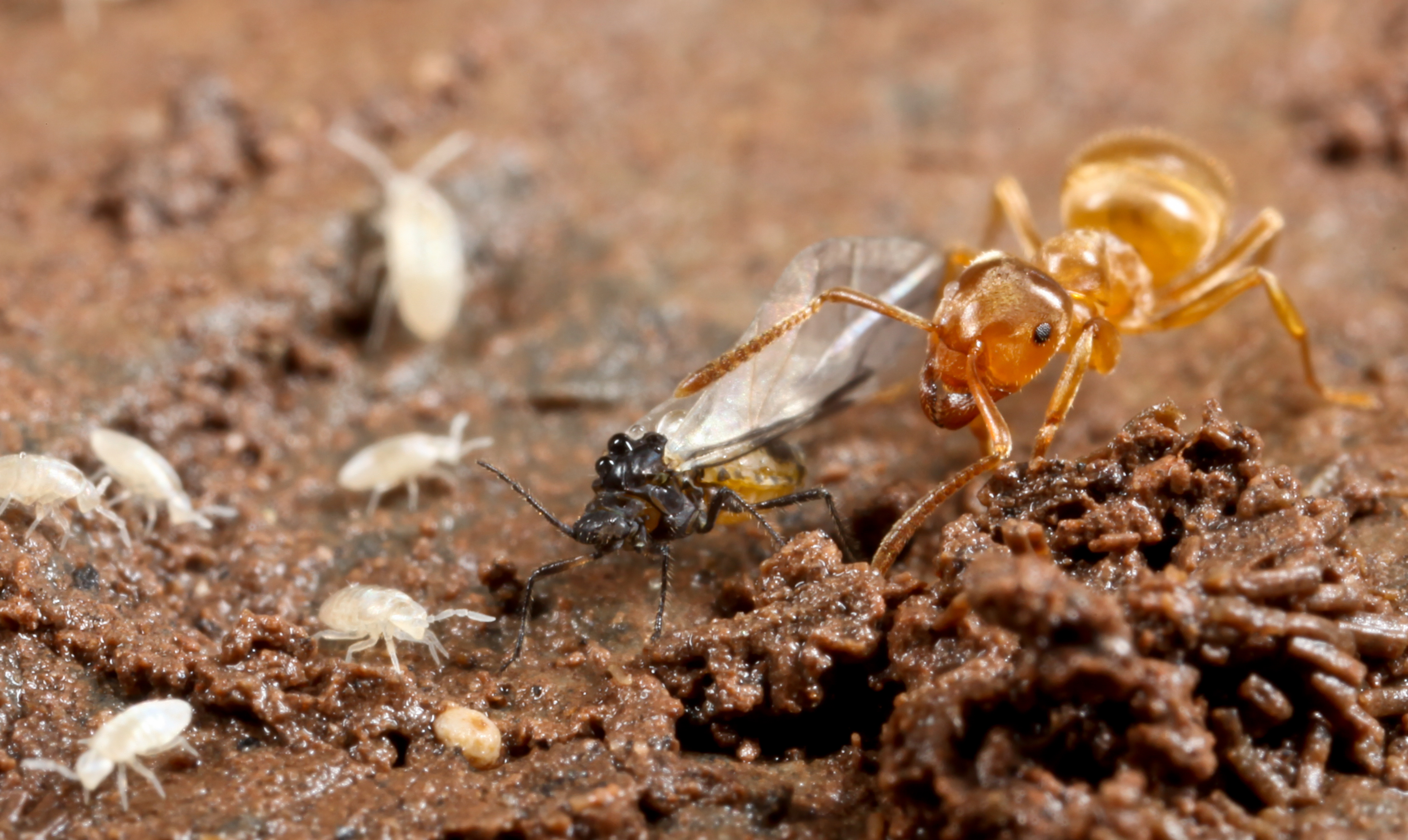
Des collemboles Cyphoderus albinus (à gauche), aux côtés d'un puceron sexué et d'une fourmi ouvrière, au sein d'une colonie de Lasius flavus.

Plusieurs ordres d'insectes et plus largement d'arthropodes comprennent des espèces animales myrmécophiles (liste non exhaustive) :

### Lépidoptères
Les associations myrmécophiles sont particulièrement courantes au sein des Lycaenidae. Les chenilles de nombreuses espèces de cette famille de lépidoptères produisent un nectar issu d'organes spécifiques et communiquent avec les fourmis grâce au son et aux vibrations. Leur association avec des fourmis pourrait également empêcher le parasitisme d'autres chenilles de papillons.

### Coléoptères
Il existe également des Coléoptères myrmécophiles, notamment dans les familles des Cholevinae, des Pselaphidae, des Staphylinidae comme Stenus aterrimus et des Ptiliidae.

### Hémiptères
Il existe des Hémiptères myrmécophiles, notamment certains Aphidoidea et Membracidae.

### Diptères
Plusieurs types de Diptères sont également myrmécophiles tels que les Microdontinae.

### Orthoptères
Chez les Orthoptères, les Myrmecophilidés comprennent des espèces myrmécophiles, comme Myrmecophilidae (fourmigril).

### Araignées
Ce sont par exemple Mastigusa arietina et Thyreosthenius biovatus, qui sont prédatrices d'espèces commensales.

### Collemboles
Cyphoderus albinus est une espèce commensale qui peut être abondante dans les fourmilières des espèces de fourmis européennes.

## Myrmécophytes

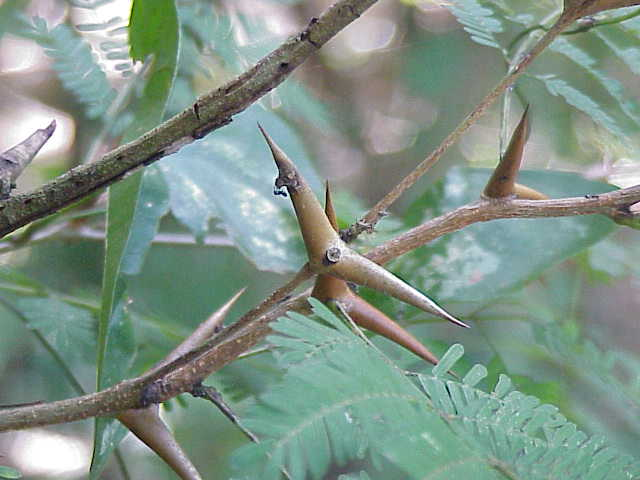
Acacia de Collins, Arbre myrmécophile américain.

Genres contenant des espèces végétales myrmécophiles (liste non exhaustive) :
- Acacia spp.[4],[5] ;
- Barteria spp. ;
- Cecropia spp. ;
- Broméliacées.

### Bromeliacées myrmécophiles
Les bromeliacées myrmécophiles les plus courantes sont Tillandsia bulbosa et Tillandsia caput-medusae, qui forment de véritables « nids » tout prêts dans leurs feuilles. Ces plantes ont une base en forme de bulbe; leurs feuilles, enroulées sur elles-mêmes, sont creuses et constituent un refuge pour  les fourmis. Les fourmis vont ainsi habiter la plante, ramenant de quoi nourrir la fourmilière, elles vont entreposer la nourriture dans la Tillandsia, qui en absorbera une partie. Les fourmis jouent également un rôle protecteur pour la plante. Étant donné que celle-ci est désormais leur fourmilière, elles ne vont pas la laisser mourir.

### Acacias myrmécophiles
Certains acacias, Acacia de Collins, Acacia cornigera et Acacia drepanolobium,, ont eux aussi développé des épines creuses, voire des branches creuses, qui permettent leur habitation par les fourmis. On voit aussi la présence de nectaires extra-floraux, qui produisent une substance sucrée dont les fourmis se nourrissent. Les fourmis vont ici débarrasser l'arbre de tous les insectes qui pourraient poser des problèmes (et même des autres), les chenilles, etc. Les fourmis peuvent aller jusqu'à couper des lianes qui voudraient se servir de l'acacia comme support.

### Cecropias myrmécophiles
Le naturaliste Fritz Müller (1822-1897) a découvert la relation de symbiose entre le Cecropia et les fourmis : les insectes protégeaient le Cecropia des parasites ou des plantes grimpantes. En échange, il offre aux fourmis un logis et diverses glandes nutritives baptisées les corps de Müller
,,.

### Autres plantes myrmécophiles
Parmi les autres plantes myrmécophiles on trouve beaucoup de plantes carnivores et de fougères, qui, sur le même principe, "construisent" des salles prêtes à être habitées par les fourmis. Il y a également de nombreux cactus myrmécophiles, ainsi que des plantes plus communes en Europe, comme les pêchers ou les cerisiers.